# Walter Chyzowych
Walter Chyzowych (ukr. Володимир Чижович, ur. 20 kwietnia 1937 w Lutowiskach, zm. 2 września 1994 w Raleigh-Durham) – amerykański piłkarz pochodzenia ukraińskiego, występujący na pozycji napastnika, reprezentant USA, trener piłkarski.

## Kariera piłkarska

### Kariera klubowa
Po wojnie razem z rodzicami wyjechał do USA. Jego starszy brat Gene również był piłkarzem. W latach 1957–1961 uczył się w Temple University, gdzie bronił barw studenckiej drużyny Temple Owls. W 1958 rozpoczął karierę piłkarską w klubie Philadelphia Ukrainian Nationals, która występowała w American Soccer League. W latach 1961–1964 występował również w kanadyjskim klubu Toronto City. W 1966 przeszedł do Newark Ukrainian Sitch. W 1967 grał w Philadelphia Spartans, po czym powrócił do Newark Ukrainian Sitch. W latach 1971–1975 był grającym trenerem w klubach Philadelphia Ukrainian Nationals oraz Philadelphia Inter.

### Kariera reprezentacyjna
W latach 1964–1965 bronił barw narodowej reprezentacji USA. Rozegrał jeden mecz przeciwko Anglii i dwa przeciwko Hondurasowi.

## Kariera trenerska
Jeszcze będąc piłkarzem w latach 1961–1964 oraz 1966–1975 trenował studencką drużynę Philadelphia Textile. W latach 1971–1975 łączył funkcję piłkarza i trenera w klubach Philadelphia Ukrainian Nationals oraz Philadelphia Inter. W latach 1976–1980 prowadził narodową reprezentację USA oraz kadrę olimpijską, młodzieżową i juniorską. Potem trenował Philadelphia Fever i Wake Forest Demon Deacons.

## Sukcesy i odznaczenia

### Sukcesy klubowe
- mistrz USA: 1961, 1962, 1963, 1964
- zdobywca Pucharu USA: 1960, 1961, 1963, 1965
- mistrz Eastern Canada Professional Soccer League: 1964

### Sukcesy trenerskie
- uczestnik turnieju finałowego młodzieżowych mistrzostw świata: 1981

### Sukcesy indywidualne
- król strzelców mistrzostw USA: 1964, 1966

### Odznaczenia
- wniesiony do National Soccer Hall of Fame: 1997
- nagrodzony ASL MVP Award: 1966[3]
- najlepszy trener regionu południowego USA: 1989
- uznany za 20 najbardziej znaczących działaczy piłkarskich USA.